# Richard H. Day
Richard Hollis Day (* 1933) ist ein US-amerikanischer Wirtschaftswissenschaftler.

## Ausbildung
Day studierte an der Iowa State University, die er im Juni 1955 als Bachelor of Science verließ. Im Sommer 1961 graduierte er an der Harvard University, wo er parallel einen Abschluss als Master of Science erlangte, als Ph.D. in Wirtschaftswissenschaft.

## Beruflicher Werdegang
Nach vollendeter Promotion diente er nach einem kurzen Aufenthalt beim Landwirtschaftsministerium der Vereinigten Staaten als Mathematiker in der United States Air Force. Bereits 1962 kehrte er in den akademischen Dienst an die University of Wisconsin zurück. Dort war er zunächst Assistant Professor und ab 1964 Associate Professor; 1968 wurde er an der Hochschule zum ordentlichen Professor berufen. 1976 folgte er einem Ruf der University of Southern California, wo er bis zu seiner Emeritierung 2006 lehrte. Parallel nahm er verschiedene Verpflichtungen wahr, unter anderem stand er zeitweise der wirtschaftswissenschaftlichen Fakultät vor, er war sowohl in den Vereinigten Staaten als auch international als Gastprofessor tätig und war auch in Gremien verschiedener Institutionen wir der Weltbank vertreten. Seit 2003 ist er Mitglied der Econometric Society.

## Forschung
Day trat insbesondere mit der mathematischen Beschreibung von Wachstum und Entwicklung in Industrieökonomik und Agrarökonomik. Auf Basis empirischer Analysen entwickelte er insbesondere mit Aspekten der dynamischen Programmierung und weiteren Ansätzen des Operations Research eine dynamische Theorie zur Beschreibung von ökonomischen Entwicklungen. Dabei berücksichtigte er in seinen Modellansätzen auch nicht-lineare Ansätze, um zufälliges Verhalten berücksichtigen zu können. Entsprechende Ergebnisse flossen in das hierzu veröffentlichte zweibändige Werk „Complex Economic Dynamics“. Arbeitspapiere und Fachartikel, die auch Ideen der Chaosforschung und nichtlinearen Dynamik berücksichtigten, veröffentlichte er unter anderem gemeinsam mit Jess Benhabib, Wayne Shafer und Giulio Pianigiani.
1980 gründete mit Sidney G. Winter das Fachjournal Journal of Economic Behavior & Organization.